# 中山文公
中山文公（ちゅうざんぶんこう、? - 前415年、在位：前432年 - 前415年）は、中山国の初代君主。